# HMS Canopus (1897)
O HMS Canopus foi um couraçado pré-dreadnought operado pela Marinha Real Britânica e a primeira embarcação da Classe Canopus. Sua construção começou em janeiro de 1897 no Estaleiro Real de Portsmouth e foi lançado ao mar em outubro do mesmo ano, sendo comissionado na frota britânica em dezembro de 1899. Era armado com uma bateria principal composta por quatro canhões de 305 milímetros montados em duas torres de artilharia duplas, tinha um deslocamento de mais de catorze mil toneladas e alcançava uma velocidade máxima de dezoito nós.
O Canopus teve um início de carreira tranquilo e sem grandes incidentes, servindo primeiro na Frota do Mediterrâneo até 1903 e depois atuando brevemente no Sudeste Asiático em 1905. Retornou para casa e serviu em várias formações em águas domésticas, incluindo na Frota do Atlântico, Frota do Canal e por fim na Frota Doméstica. Retornou ao Mediterrâneo em 1908, onde permaneceu até o ano seguinte, quando voltou para casa e foi colocado na reserva da Frota Doméstica. A embarcação pouco fez pelos anos seguintes, exceto passar por algumas pequenas reformas.
A Primeira Guerra Mundial começou em meados de 1914 e o Canopus foi mobilizado de volta ao serviço ativo, sendo enviado para patrulhar a região da América do Sul e envolveu-se em dezembro nos estágios iniciais da Batalha das Malvinas. Foi transferido para o Mediterrâneo no início do ano seguinte e participou da Campanha de Galípoli, bombardeando fortificações otomanas em Dardanelos. Voltou para casa em abril de 1916 e foi tirado de serviço, sendo convertido dois anos depois em um alojamento flutuante. Foi descartado em 1919 e desmontado em 1920.